# Велдховен

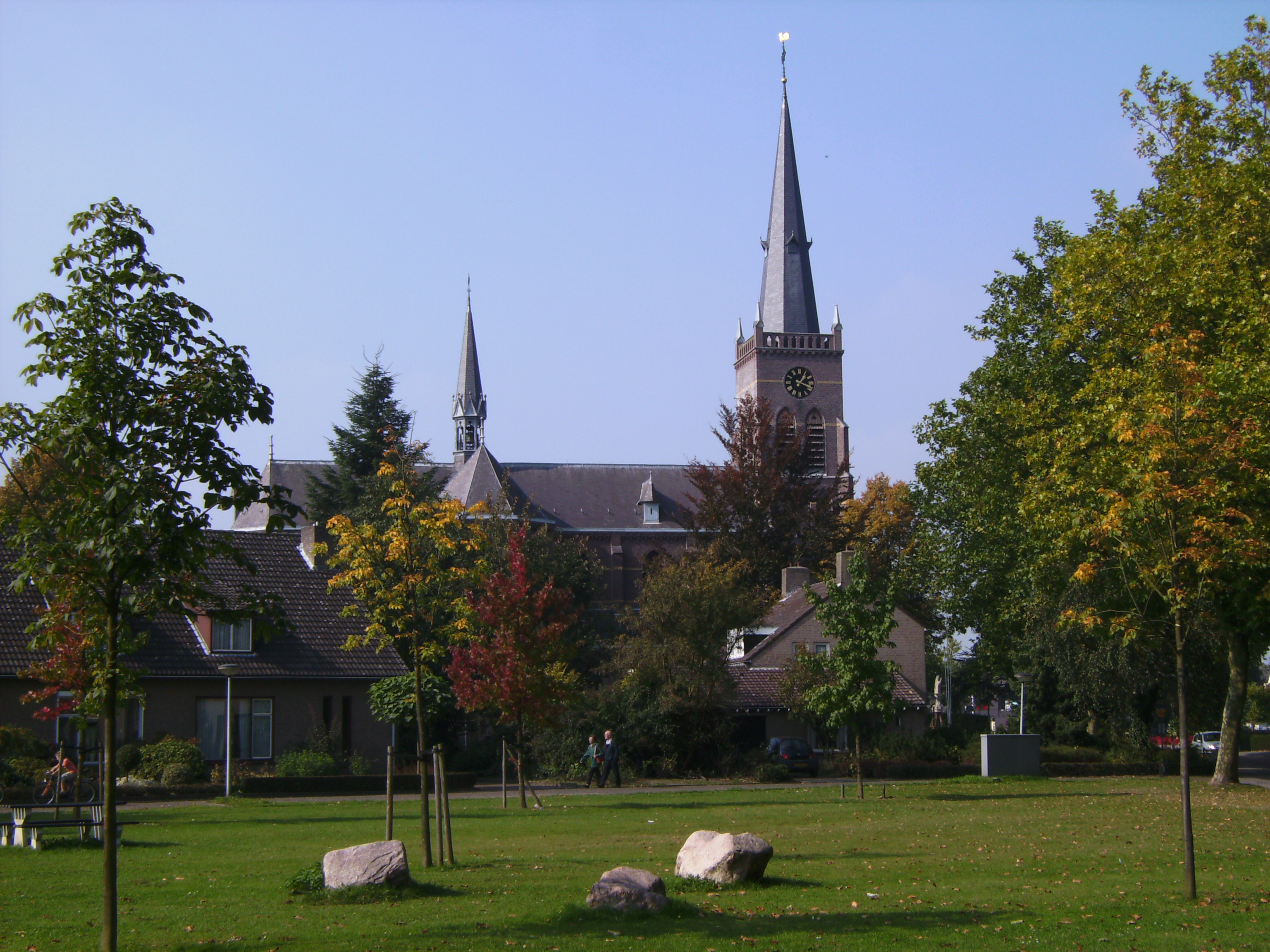
Церковь в Велдховене

Велдховен (нидерл. Veldhoven, [ˈvɛɫt.ˌɦoː.və(n)]) — город и община на ручье Гендер в нидерландском регионе Северный Брабант, юго-западнее Эйндховена. На 30 декабря 2009 года население составляло 43007 человек и непрерывно растет.
Современный город был создан в 1921 году после слияния нескольких деревень. Археологические находки свидетельствуют о том, что люди жили здесь и в бронзовом, и в железном веке. Толчком к развитию послужило развитие Эйндховена; в 1947 году город встречал десятитысячного жителя, а в 1966 году — уже двадцатипятитысячного.
Древние курганы являются одной из местных туристических достопримечательностей; кроме того, тут расположены исторические здания, мельницы и церкви.

## Экономика
В Велдховене находится штаб-квартира производителя высокотехнологичного (полупроводникового) литографического оборудования ASML. ASML занимает самое высокое здание (83 метра) в Велдховене. В общине есть большая промышленная и офисная зона вдоль Гендера, которая также включает в себя вторую по величине больницу в городском районе Эйндховена, Máxima Medisch Centrum.